# Die Legende vom hässlichen König
Die Legende vom hässlichen König ist ein deutsch-österreichischer Dokumentarfilm, der das bewegte Leben des kurdisch-türkischen Schauspielers, Regisseurs und Autors Yılmaz Güney beleuchtet. Der Film feierte seine Weltpremiere im September 2017 im Zuge des 42. Internationalen Filmfestivals in Toronto.

## Inhalt
In Die Legende vom hässlichen König begibt sich Regisseur Hüseyin Tabak auf eine Recherchereise, die ihn an die Orte und zu den Personen führt, die das Leben des 1984 verstorbenen Yılmaz Güney geprägt haben. Ausgehend vom künstlerischen Höhepunkt in Güneys Leben – dem Gewinn der Goldenen Palme 1982 für den Film Yol – wird sein bewegtes Leben zwischen Starrummel, Gefängnisaufenthalten, revolutionären Bestrebungen und dem Ringen um ein funktionierendes Familienleben beleuchtet. Einen gewichtigen Teil nimmt auch die kurdische Herkunft Güneys, seine sozialistische Gesinnung und die daraus resultierende politische Opposition gegenüber dem türkischen Staat ein. Gegen Ende des Films rücken die Umstände der Flucht aus dem türkischen Gefängnis auf İmralı in den Fokus des Films.

## Protagonisten (Auswahl)
- Tarık Akan
- Patrick Blossier (französischer Kameramann)
- Miguel Ángel Estrella
- Costa-Gavras
- Michael Haneke
- Fatos Güney (zweite Ehefrau von Güney)
- Yılmaz Güney
- Gilles Jacob
- Donat Keusch (Schweizer Produzent von Yol – Der Weg)
- Tuncel Kurtiz
- Jack Lang
- Hüseyin Tabak

## Stil
Die Legende vom hässlichen König ist ein Film, dessen Handlung hauptsächlich durch Filmausschnitte von und mit Güney, durch Archivmaterial und durch Interviews mit Weggefährten und Familie vorangetrieben wird. Zudem gibt es Abschnitte, die an das Roadmovie-Genre erinnern, in denen Regisseur Tabak durch Frankreich und die Türkei reist, um die Orte zu besuchen, die das Leben Güneys geprägt haben.
Da die Interviews und Filmausschnitte durchgängig in der Muttersprache der Protagonisten gehalten sind, ist der gesamte Film untertitelt.

## Produktion und Auswertung
Die Legende vom hässlichen König wurde von der deutschen Produktionsfirma Mitosfilm (Memories on Stone) und der österreichischen Aichholzer Filmproduktion (Die Fälscher) produziert. Finanziert wurde der Film durch Fördermittel des Österreichischen Filminstituts, des ORF (Film- und Fernsehabkommens) und der Filmförderung Hamburg Schleswig-Holstein.
Schon 2010 begann Regisseur Hüseyin Tabak mit der Recherche, gedreht wurde schließlich mit Unterbrechungen über die Dauer von etwa 4 Jahren, von Anfang 2013 bis Ende 2016, in der Türkei, Frankreich, Deutschland und Österreich.
Die Weltpremiere fand am 15. September 2017 im Zuge des 42. Toronto International Film Festival in der Sektion TIFF Docs statt. Österreichischer Kinostart war am 25. Mai 2018 im Verleih des Filmladens und in Deutschland am 18. Oktober 2018 im Verleih von Mitosfilm.

## Auszeichnungen
- Internationale Hofer Filmtage 2017 – GRANIT Dokumentarfilmpreis[6]
- Filmfestival Türkei/Deutschland 2018 –  Öngören Preis für Demokratie und Menschenrechte[7]